# Ampudia (Palencia)
Ampudia ist ein nordspanischer Ort und eine Gemeinde (municipio) mit 579 Einwohnern (Stand: 2024) im Südwesten der Provinz Palencia in der Autonomen Gemeinschaft Kastilien-León.

## Lage und Klima
Der Ort Ampudia liegt auf der kastilischen Hochebene in einer Höhe von ca. 840 m. Die Provinzhauptstadt Palencia befindet sich etwa 35 km (Fahrtstrecke) nordöstlich; die Großstadt Valladolid ist etwa 45 km in südlicher Richtung entfernt. Das Klima im Winter ist durchaus kalt, im Sommer dagegen warm bis heiß; die eher spärlichen Regenfälle (ca. 490 mm/Jahr) fallen überwiegend im Winterhalbjahr.

## Bevölkerungsentwicklung
| Jahr      | 1857 | 1900 | 1950 | 2000 | 2021 |
| Einwohner | 1702 | 1592 | 1599 | 698  | 600  |

Die  Reblauskrise im Weinbau, die Mechanisierung der Landwirtschaft und die Aufgabe bäuerlicher Kleinbetriebe („Höfesterben“) haben seit den 1950er Jahren zu Arbeitslosigkeit und einem deutlichen Absinken der Bevölkerungszahlen auf dem Lande geführt.

## Wirtschaft
Die Landwirtschaft und vor allem der Weinbau spielte seit jeher die wichtigste Rolle für die Bevölkerung der Region, doch bereits im Mittelalter entwickelten sich auch Handwerk, Handel und das Dienstleistungsgewerbe. In der zweiten Hälfte des 20. Jahrhunderts hat auch der Tourismussektor größere Bedeutung erlangt.

## Geschichte
In vorrömischer Zeit gehörte die Region zum Siedlungsgebiet des keltischen Volksstamms der Vaccäer; später kamen Römer und Westgoten; bereits im 6. Jahrhundert gab es ein Bistum Ampudia. Im 8. Jahrhundert wurde das Gebiet von den Mauren überrannt, doch bereits im 9. Jahrhundert eroberten asturisch-leonesische Heere die Gebiete nördlich des Duero zurück (reconquista). Ende des 10. Jahrhunderts machte der maurische Heerführer Almansor die christlichen Erfolge vorübergehend wieder zunichte, aber im 11. Jahrhundert dehnte das Königreich León sein Herrschaftsgebiet erneut bis zur Duero-Grenze aus und begann mit der Neu- oder Wiederbesiedlung (repoblación) der Region. Nach vorangegangenen Versuchen vereinigte sich León im Jahr 1230 endgültig mit dem Königreich Kastilien. Ampudia wurde durch Pedro López de Ayala in den Comuneros-Aufstand (1520–1522) verwickelt. Im Jahr 1602 wandelte Philipp III. die bestehende Grundherrschaft (señorio) zu Ehren von Francisco Gómez de Sandoval y Rojas, dem Herzog von Lerma, in eine Grafschaft um.

## Sehenswürdigkeiten

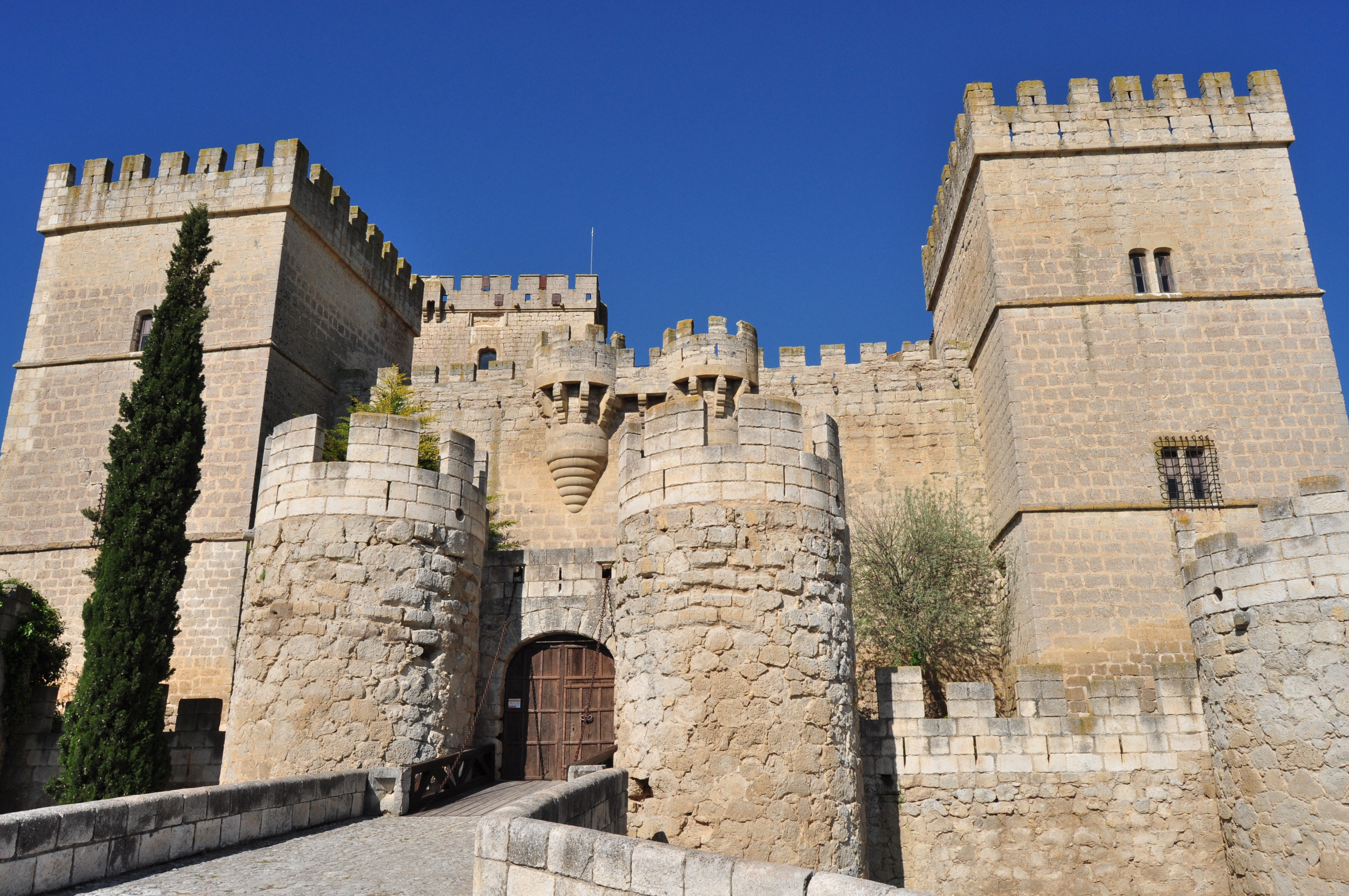
Ampudia – Burg (castillo)

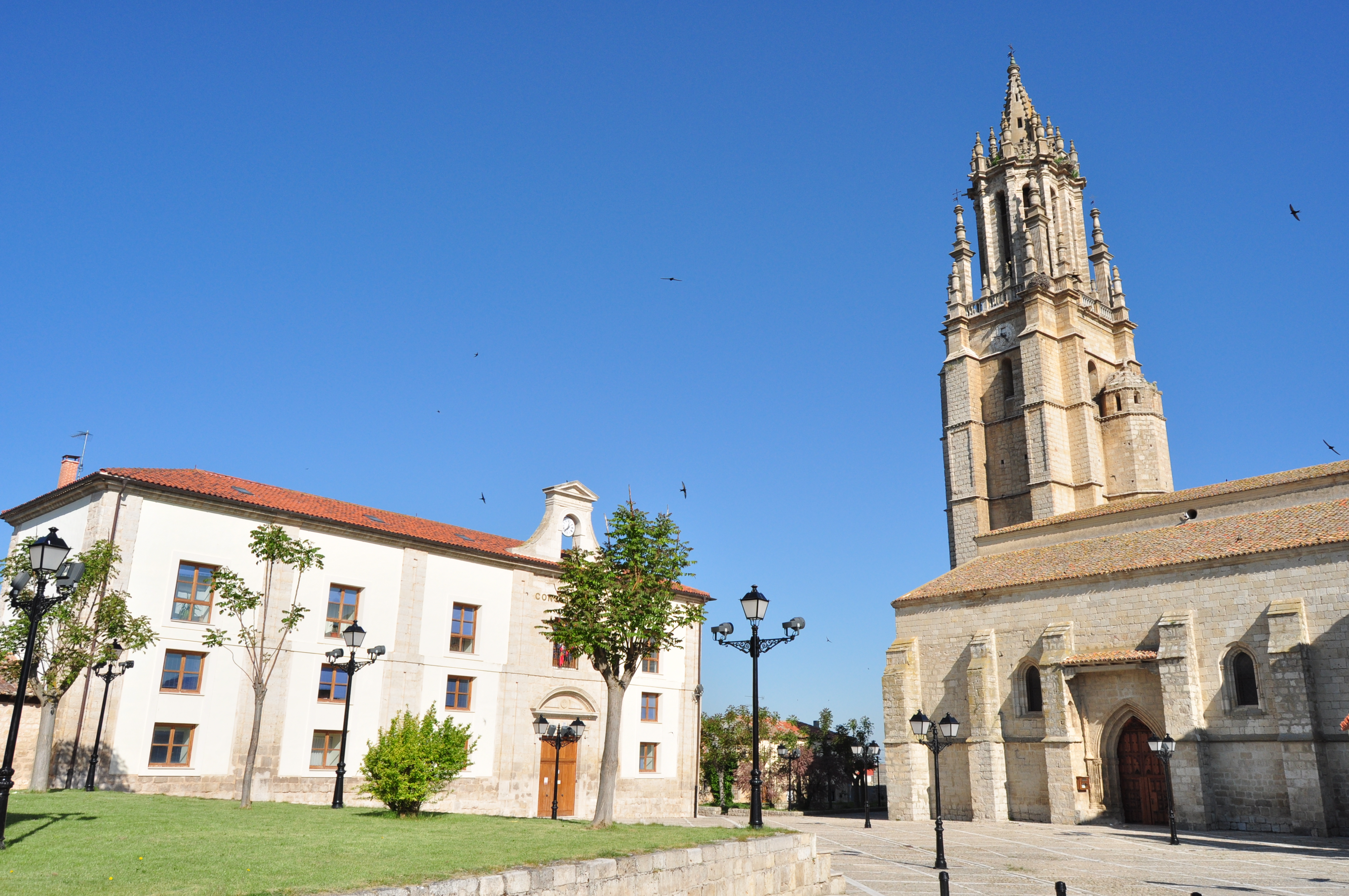
Ampudia – Kollegiatkirche San Miguel und Rathaus

- Das Castillo de Ampudia ist ein Bau aus der zweiten Hälfte des 15. Jahrhunderts. Sie besteht aus einem Bergfried (torre de homenaje) mit quadratischem Grundriss und Nebengebäuden, die allesamt von einem Wassergraben (foso) umgeben sind. Zu Beginn des 17. Jahrhunderts wurde es vom Herzog von Lerma umgebaut und teilweise erneuert. Nach einer langen Zeit des Leerstands kam es im Jahr 1960 in Privatbesitz und wurde von seinem neuen Eigentümer restauriert.[5]
- Die Colegiata de San Miguel ist eine dreischiffige Hallenkirche mit annähernd gleichhohen Rippengewölben. Der Glockenturm (campanario) erreicht eine Höhe von 63 m. Im Jahr 1954 stürzten Teile der Kirche ein; der Wiederaufbau dauerte vier Jahre.[6]
- Der vom Herzog von Lerma gestiftete Franziskanerkonvent beherbergt heute ein Museum für sakrale Kunst.[7]
- Das Armenhospital der Nuestra Señora de Clemencia basiert auf einer Stiftung des 15. Jahrhunderts; es war bis zum Jahr 1946 in Betrieb. Seit dem Jahr 2011 beherbergt es ein medizinhistorisches Museum.[8]
- Zwei Kleinkirchen (ermitas) bereichern das Bild des Ortes (Ermita de Santiago) bzw. der Gemeinde (Ermita de la Virgen del Castrillo).[9]
- Der Ort verfügt über eine lange Reihe von Häusern mit zur Straße hin geöffneten Laubengängen (soportales) im Erdgeschoss.[10]
- In das lose Gestein am Ortsrand sind einige Felsenkeller (bodegas) hineingegraben worden.

Umgebung
- Auf den Feldern der Umgebung befinden sich aus Lehm gebaute Taubenhäuser (palomares) und Feldsteinhütten (chozos).
- Ca. 2 km östlich des Ortes liegt das ehemalige Zisterzienserkloster der Nuestra Señora de Alconada.[11]

## Bedeutende Persönlichkeiten
- Francisco Gómez de Sandoval y Rojas (1553–1625), Herzog von Lerma